# Carbondale (Colorado)
Pour les articles homonymes, voir Carbondale.
Carbondale est une ville américaine située dans le comté de Garfield dans le Colorado.
Selon le recensement de 2010, Carbondale compte 6 427 habitants. La municipalité s'étend sur 2,04 milles carrés (5,28 km2).
C'est John Mankin qui donne à la ville son nom actuel, en référence à sa ville natale de Carbondale en Pennsylvanie.

## Démographie
| 1890 | 1900 | 1910 | 1920 | 1930 | 1940 |
| ---- | ---- | ---- | ---- | ---- | ---- |
| 166  | 173  | 284  | 310  | 283  | 437  |

| 1950 | 1960 | 1970 | 1980  | 1990  | 2000  |
| ---- | ---- | ---- | ----- | ----- | ----- |
| 441  | 612  | 726  | 2 084 | 3 004 | 5 196 |

| 2010  | - | - | - | - | - |
| ----- | - | - | - | - | - |
| 6 427 | - | - | - | - | - |